# Braunek

Herb według Ledebura, Siebmachera, Żernickiego, Pragerta i Gajla

Braunek (Brauneck) – kaszubski i Śląski herb szlachecki.

## Opis herbu
Opis z wykorzystaniem zasad blazonowania, zaproponowanych przez Alfreda Znamierowskiego:
Na tarczy dzielonej w krzyż, w polu I, czerwonym, trzy róże srebrne (1 i 2), w polach II i III, czarnych, dwa skosy lewe złote, w polu IV, błękitnym, półksiężyc z twarzą złoty, na którego rogach po takiejż gwieździe.
W klejnocie nad hełmem w koronie ramię zbrojne z mieczem.
Labry: z prawej czerwone, podbite srebrem, z lewej czarne, podbite złotem.

## Najwcześniejsze wzmianki
Używany przez rodzinę śląskiego pochodzenia (z Oławy), która osiadła w XVIII wieku na Kaszubach, w latach 1795-1855 posiadająca Sulicice w okręgu puckim. Herb wzmiankowany przez następujących autorów: Flanss v.R. (Versuch einer Geschichte der auf Sulitz in Westpreussen..., tu nieco odmiennie, róże odwrotnie, pasy czarne, prawoskośne na złotym, ręka z szablą), Ledebur (Adelslexikon der Preussichen Monarchie von ...), Nowy Siebmacher, Juliusz Karol Ostrowski (Księga herbowa rodów polskich, tutaj opis nieco inny, np. pasy prawoskośne), Emilian Szeliga-Żernicki (Der Polnische Adel). Wedle Ostrowskiego rodzina wzmiankowana w Prusach Zachodnich już w XV wieku.

## Rodzina Braunek
Rodzina przybyła na Kaszuby z Oławy. Pierwszym jej przedstawicielem na Kaszubach miał być Franz Christian Ludwig von Brauneck z Małkowa. Pragert zwraca uwagę na możliwe powiązanie z rodziną Bronk, ponieważ godło z pola IV herbu używanego na pieczęci Braunecka pochodzi z klejnotu herbu Bronk. Istnieją kontrowersje co do pochodzenia Braunecków, głównie spowodowane rozbieżnościami w opisie ich herbu. Np. Theodor Casimir użył na pieczęci zupełnie innego herbu (z łbem dzika pod szachowaną belką, w klejnocie gwiazda), podobny do herbu szkockiej rodziny Clark z Gdańska. Natomiast wspomniany Franz Christian, mieszkając jeszcze na Śląsku, jako właściciel dóbr Schmandt w okręgu kluczborskim posługiwał się jeszcze innym herbem (na tarczy skos lewy, nad nim lew z mieczem, pod nim gwiazda, w klejnocie postać męska z kielichem w dłoni). Ta zmienność herbu, wraz z niejasnym pochodzeniem rodu, skłania Przemysława Pragerta to postawienia teorii, że rodzina ta była w istocie pochodzenia plebejskiego, a jej szlachectwo - fałszywe.

## Herbowni
Herb ten, jako herb własny, przysługiwał tylko jednej rodzinie herbownych:
Braunek (Brauneck).